# Atropa pallidiflora
Atropa pallidiflora är en potatisväxtart som beskrevs av Schönbeck-temesy. Atropa pallidiflora ingår i släktet belladonnor, och familjen potatisväxter. Inga underarter finns listade i Catalogue of Life.